# Балонний ключ

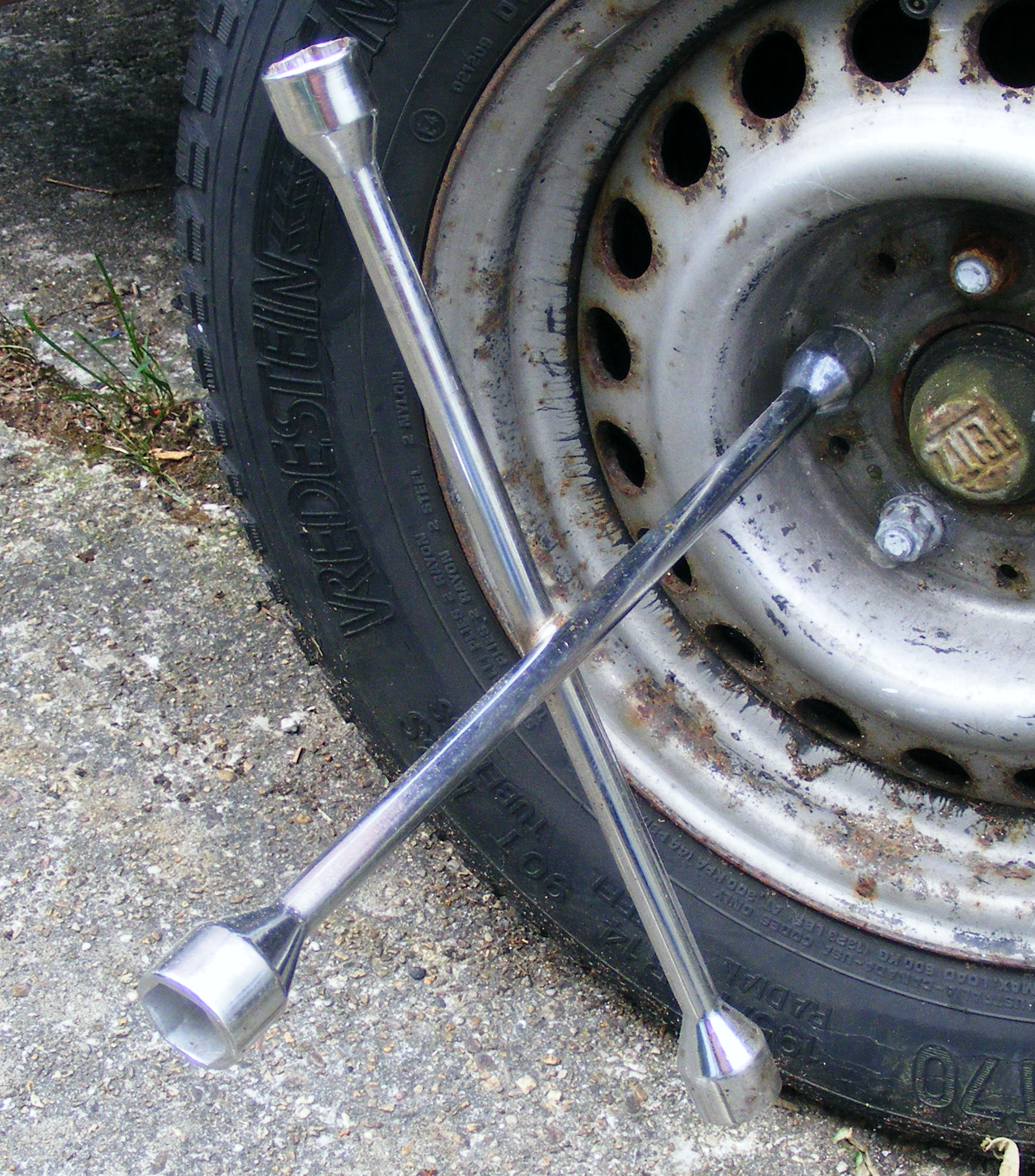
Балонний ключ

Балонний ключ — інструмент для відкручування та закручування гайок при знятті або встановленні автомобільних коліс. Такі ключі оснащуються однією або декількома шестигранними головками зі стандартними розмірами колісного кріплення для легкових та вантажних автомобілів.

## Інтернет-ресурси
- Appropriate Tightening Sequence: Bolt-Science's example and explanation of using a criss-cross tightening sequence.

| Інструменти | Це незавершена стаття про інструмент, прилад або пристрій. Ви можете допомогти проєкту, виправивши або дописавши її. |